# Bosio II Sforza di Santa Fiora

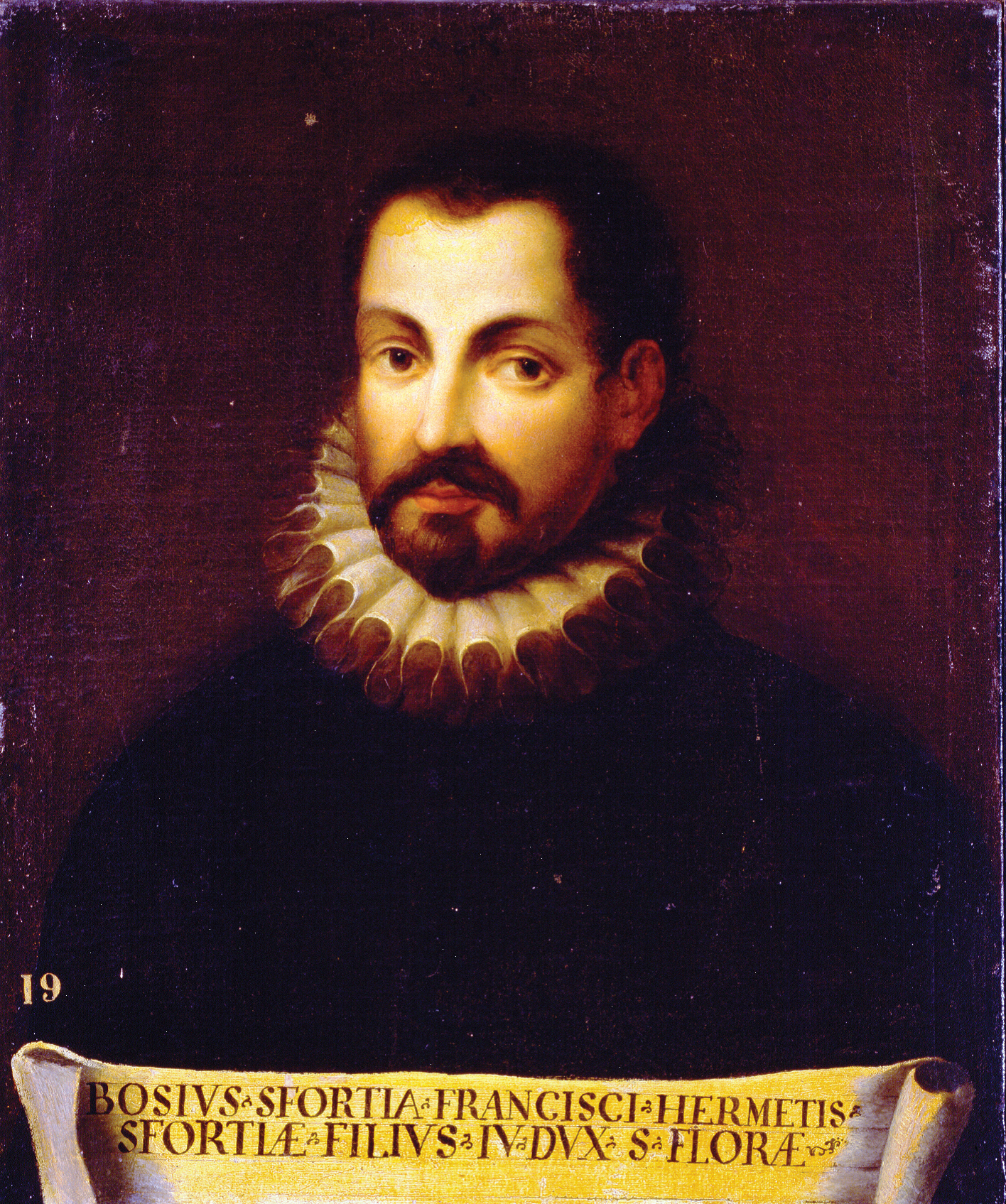
Bosio II Sforza.

Stemma dei conti di Santa Fiora

Bosio II Sforza di Santa Fiora, XI conte di Santa Fiora (Santa Fiora, ... – 31 agosto 1535), è stato un nobile e militare italiano.

## Biografia
Era figlio primogenito di Federico I Sforza e di Bartolomea Orsini di Pitigliano. Beneficiò di un patto stipulato dal padre che prevedeva, per il primogenito maschio, il diritto di avere la contea per una sola persona, indipendentemente dalla presenza di altri fratelli. Fu al servizio del ducato di Milano. Il duca Francesco II Sforza lo investì del feudo di Cella, tolto ai Malaspina nel 1530 e riconfermato da Carlo V al figlio di Bosio Sforza I Sforza. Fu insignito del grado di capitano della guardia di papa Paolo III e venne incaricato di riprendere Perugia dalle mani di Rodolfo II Baglioni.
Fece testamento il 25 agosto 1535 e morì sei giorni dopo, come riportato dal Libro delle ordinazioni della comunità di Santa Fiora.

## Discendenza
Nel luglio 1517 sposò Costanza Farnese, figlia naturale di papa Paolo III; la coppia ebbe undici figli:
- Guido Ascanio di Santa Fiora (1518-1564), cardinale di Santa Fiora dal 1534;
- Sforza I (1520-1575), condottiero, XII conte di Santa Fiora, si sposò con Luigia Pallavicini e quindi con Caterina Nobili;
- Carlo (1524-1571), ammiraglio;
- Mario I (1530-1591), XIII conte di Santa Fiora, sposò nel 1548 Fulvia Conti;
- Alessandro (1534-1581), cardinale, vescovo di Parma;
- Paolo (1535-1597), militare e cavaliere dell'Ordine militare di Calatrava;
- Francesca (c. 1522-agosto 1548), sposò in prime nozze nel 1537 Girolamo Orsini, signore di Bracciano (?-3 novembre 1540), e in seconde nozze il 17 giugno 1546 Lelio dell'Anguillara[3];
- Giulia, sposò nel 1543 Sforza Pallavicino, marchese di Cortemaggiore e Zibello;
- Faustina (?-prima del gennaio 1566), sposò in prime nozze il 19 giugno 1546 Muzio I Sforza, marchese di Caravaggio, e in seconde nozze nel 1558 Annibale Costantino Visconti Borromeo (?-1564)[4]
- Camilla (?-20 novembre 1569), sposò nel 1546 Besso Ferrero-Fieschi (1528-1584), marchese di Masserano;
- (parentela incerta) Giustina, sposò Gianfrancesco Bentivoglio di Gubbio.